# Vasilij Ždanov
Vasilij Ivanovič Ždanov (Василий Иванович Жданов, * 12. ledna 1963 Zalomnoje) je bývalý reprezentant Sovětského svazu a Ukrajiny v silniční cyklistice.
Pochází z venkovské rodiny, závodní cyklistice se začal věnovat až v patnácti letech. Vystudoval tělovýchovný institut v Charkově a závodil za armádní tým. Získal titul zasloužilý mistr sportu.
Zvítězil na mistrovství světa v silniční cyklistice v roce 1985 v Giavera del Montello v časovce družstev na 100 km, kde sovětský tým vytvořil rekord šampionátu. Startoval v této disciplíně také na LOH 1988, kde sovětský tým skončil až sedmý. Vyhrál Memoriál poručíka Skopenka 1983, Kolem SSSR 1986, Milk Race 1988 a Circuit des Ardennes 1988, na Tour de Normandie skončil v roce 1988 druhý. Třikrát byl mistrem SSSR v časovce družstev a dvakrát v časovce dvojic. Na Závodě míru byl ve vítězném družstvu v letech 1985 a 1986, v klasifikaci jednotlivců obsadil v roce 1985 17. místo, v roce 1986 9. místo a v roce 1987 33. místo. V roce 1987 jel po vítězství v prologu dva dny ve žlutém trikotu vedoucího jezdce.
V roce 1989 přestoupil do italského profesionálního týmu Alfa Lum, startoval na Tour de France (148. místo 1990 a 121. místo 1991), Giro d'Italia (80. místo 1989) i Vuelta a España (99. místo 1989, 88. místo 1991). V roce 1992 ukončil kariéru, byl hlavním trenérem ukrajinské cyklistické reprezentace a šéfem sportovního odboru charkovské radnice, od roku 2011 působí ve vedení týmu Lampre-Merida.